# إيفون كاغل
إيفون دارلين كاغل (بالإنجليزية: Yvonne Cagle)‏، رائدة فضاء من الولايات المتحدة، تعمل في ناسا. ولدت في 24 نيسان (أبريل) 1959.

## التعليم
ولدت إيفون في ويست بوينت (نيويورك) وتخرجت من مدرسة نوفاتو الثانوية في نوفاتو (كاليفورنيا).
حصلت على درجة البكالوريوس في الكيمياء الحيوية من جامعة ولاية سان فرانسيسكو عام 1981، ودرجة في الطب من جامعة واشنطون عام 1985. أكملت التدريب الانتقالي في مستشفة هايلاند العام في أوكلاند (كاليفورنيا) عام 1985 وحصلت على شهادة في طب الفضاءمن جامعة طب الفضاء في قاعدة بروكس الجوية في تكساس عام 1988. انتقلت بعد ذلك إلى مدرسة الطب في فرجينيا الشرقية عام 1992 وحصلت على شهادة ممارس في طب الطيران من إدارة الطيران الاتحادية عام 1995.

## العمل
كانت إيفون عضواً في فئة رواد الفضاء عام 1996 (مجموعة رواد فضاء ناسا 16). وهي مسؤولة اليوم عن إدارة مركز جونسون للفضاء وعلوم الحياة.
كما تعمل الدكتورة إيفون مستشارة لبرنامج ناسا لفرص الطيران (CRuSR).
اختيرت مؤخراً ضمن الطاقم الاحتياطي في مركز هاواي لاكتشاف الفضاء والمحاكاة وهو جزء من دراسة تقوم بها ناسا لتحديد أفضل الطرق للضمان تغذية جيدة لرواد الفضاء خلال البعثات التي تستغرق سنوات المرسلة إلى المريخ أو إلى القمر.
علاوة على ذلك، تعتبر الدكتورة إيفون عضواً فخرياُ في الجمعية الدنماركية للفضاء.